# Eleições municipais em Belém em 1988
As eleições municipais em Belém em 1988 ocorreram em 15 de novembro, como parte das eleições municipais em 24 estados brasileiros e nos  territórios federais do Amapá e Roraima. Neste caso foram eleitos o prefeito Sahid Xerfan e o vice-prefeito Augusto Rezende.
Nascido em São Paulo, o empresário Sahid Xerfan destacou-se no ramo atacadista. Sua carreira política começou em 13 de abril de 1983, quando o governador Jader Barbalho o nomeou prefeito de Belém na esteira de um acordo político do PMDB com Alacid Nunes, líder de uma facção do PDS oposta à de Jarbas Passarinho. Demitido em 28 de julho por divergências com o PMDB ao não atender às exigências dos suplentes de vereador da capital paraense e por causa de uma vista que fez a Jarbas Passarinho, em caráter particular. Embora não tenha disputado as eleições municipais de 1985, foi lembrado por membros do PDS para a disputa. Eleito prefeito de Belém via PTB em 1988, renunciou ao mandato a fim de disputar o governo do Pará em 1990, mas foi derrotado por Jader Barbalho em segundo turno.
Natural de Belém, o empresário Augusto Rezende elegeu-se presidente do Clube de Diretores Lojistas em 1984. Eleito vice-prefeito pelo PDS em 1988, foi efetivado em 1990 quando o titular renunciou ao cargo de prefeito.

## Resultado da eleição para prefeito
Foram apurados 400.822 votos nominais, assim distribuídos:
| Candidatos a prefeito de Belém | Candidatos a vice-prefeito   | Número | Coligação                                  | Votação | Percentual |
| ------------------------------ | ---------------------------- | ------ | ------------------------------------------ | ------- | ---------- |
| Sahid Xerfan PTB               | Augusto Rezende PDS          | 14     | Coligação do Povo de Belém (PTB, PDS, PFL) | 301.111 | 75,12%     |
| Fernando Velasco PMDB          | José Otávio Pires PMDB       | 15     | PMDB, PSDB, PV                             | 50.904  | 12,69%     |
| Carlos Levy PL                 | Lopo de Castro Júnior PL     | 22     | PL, PSC, PMN, PTR                          | 17.199  | 4,21%      |
| Humberto Cunha PT              | Bernardete Menezes PT        | 13     | PT (sem coligação)                         | 16.294  | 4,06%      |
| Guaracy Silveira PDC           | Eunice Gouveia PDC           | 17     | PDC (sem coligação)                        | 4.891   | 1,22%      |
| João Marques PSB               | Ruy Barata PSB               | 40     | Frente Popular de Belém (PSB, PCB, PCdoB)  | 3.750   | 0,93%      |
| Aldebaro Klautau PDT           | Leobaldo Freire da Silva PDT | 12     | PDT (sem coligação)                        | 3.073   | 0,76%      |
| Agostinho Linhares PMB         | - PMB                        | 26     | PMB (sem coligação)                        | 2.592   | 0,64%      |
| Carlos Leal PJ                 | Magda Baile PJ               | 36     | PJ (sem coligação)                         | 1.008   | 0,37%      |
| Fontes:                        |                              |        |                                            |         |            |